# Paul Bertrand
Paul Émile Joseph Bertrand  (ur. 11 lipca 1925 w La Louptière-Thénard, zm. 27 lipca 2022 w Mende) – francuski duchowny rzymskokatolicki, w latach 1989-2001 biskup Mende.

## Życiorys
Święcenia kapłańskie przyjął 10 października 1948. 12 czerwca 1975 został mianowany biskupem pomocniczym archidiecezji Lyonu ze stolicą tytularną Tagaria. Sakrę biskupią otrzymał 14 września 1975. 14 września 1989 objął urząd biskupa Mende. 16 października 2001 przeszedł na emeryturę.